# Moskstraumen
 (avril 2015).
Si vous disposez d'ouvrages ou d'articles de référence ou si vous connaissez des sites web de qualité traitant du thème abordé ici, merci de compléter l'article en donnant les références utiles à sa vérifiabilité et en les liant à la section « Notes et références ».

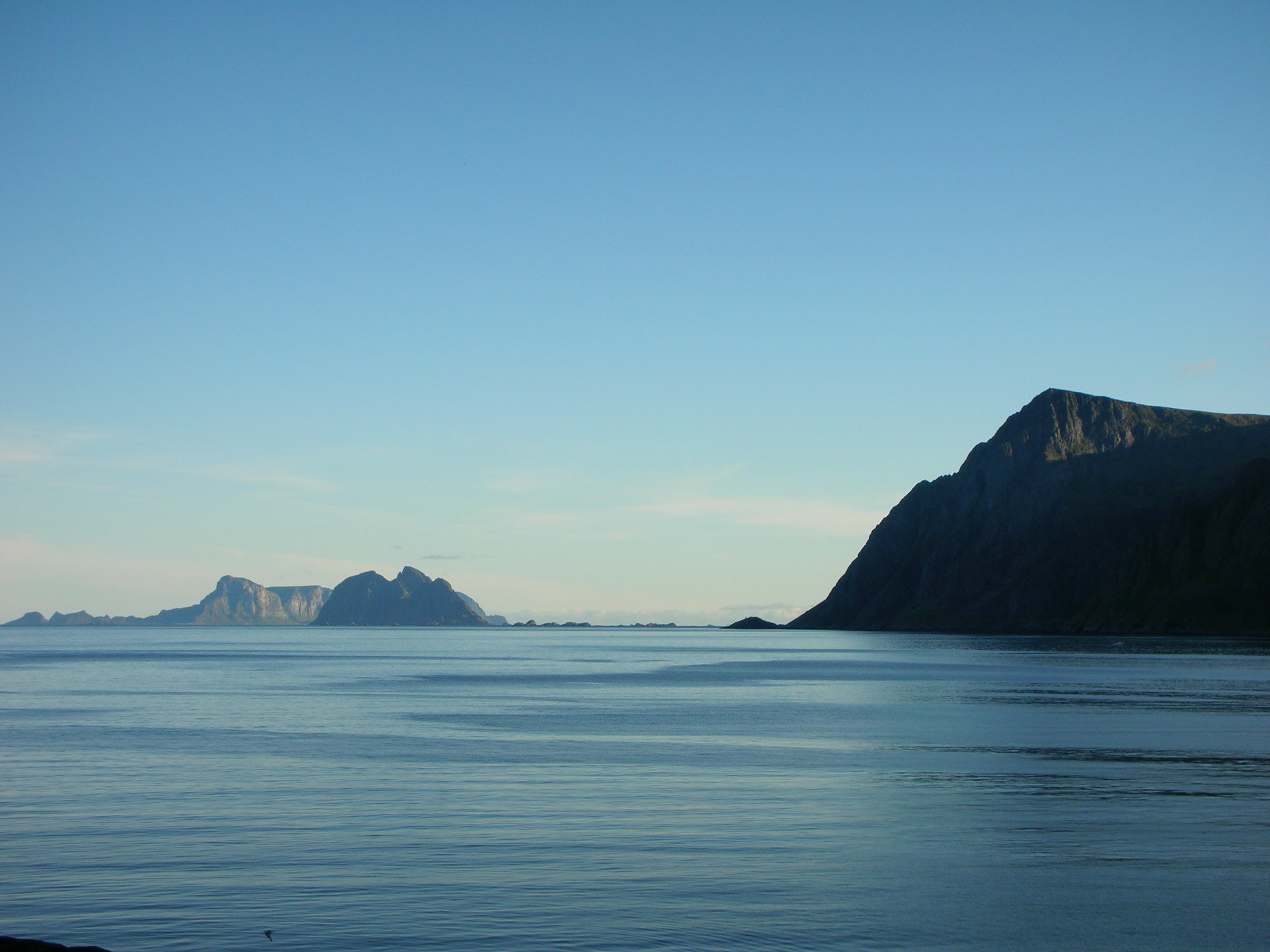
Moskstraumen

Le Moskstraumen est un puissant courant de marée des îles Lofoten en Norvège.
Il est formé par la conjonction de forts courants entre les îles de Moskenesøya et Værøy, près de l'îlot de Mosken, et par la grande amplitude des marées pouvant générer un courant de 11 à 20 km/h. À la différence de nombreux phénomènes similaires, il est situé en mer ouverte, et non dans un détroit ou un cours d'eau. Toutefois, entre les deux îles, une crête de rochers est située à la profondeur de seulement 20 m sous l'eau.
Il est le maelstrom le plus fréquemment décrit. Les descriptions qu'en font Edgar Allan Poe et Jules Verne le dépeignent comme un gigantesque tourbillon qui découvre le fond de l'océan, alors qu'en réalité il s'agit d'un ensemble de courants et contre-courants atteignant 18 km/h.